# Eulophus entheus
Eulophus entheus är en stekelart som beskrevs av Storozheva 1981. Eulophus entheus ingår i släktet Eulophus och familjen finglanssteklar. Inga underarter finns listade i Catalogue of Life.